# Marcos Paulo Alves
 Marcos Paulo Alves (Doresópolis, Brasil, 11 de maig de 1977) és un ex-futbolista brasiler que jugà en diversos equips d'Itàlia, Portugal i Brasil. Disputà també tres partits amb la selecció del Brasil.